# Zbiornik Koszycki
Zbiornik Koszycki – sztuczne jezioro w Pile, w woj. wielkopolskim w dzielnicy Koszyce.
Zbiornik powstał wskutek spiętrzenia rzeki Ruda, prawobrzeżnego dopływu Gwdy na bagiennym terenie na północ od centrum miasta. Pełni funkcje przeciwpowodziowe i rekreacyjne. Znajduje się na południe od rezerwatu „Kuźnik”.